# Championnat du Chili de football 1974
Navigation
Saison précédente Saison suivante
La saison 1974 du Championnat du Chili de football est la quarante-deuxième édition du championnat de première division au Chili. Les dix-huit meilleurs clubs du pays sont regroupés au sein d'une poule unique où elles s'affrontent deux fois, à domicile et à l'extérieur. En fin de saison, les deux derniers du classement sont relégués et remplacés par les deux meilleurs clubs de Segunda División, la deuxième division chilienne. 
C'est le Club Deportivo Huachipato qui remporte le championnat cette saison après avoir terminé en tête du classement final, avec deux points d'avance sur le Club Deportivo Palestino et trois sur Colo Colo. C'est le premier titre de champion du Chili de l'histoire du club.
À partir de cette saison, la deuxième place en Copa Libertadores est attribuée au vainqueur de la Liguilla pré-Libertadores, qui regroupe les 2e, 3e et 4e du classement ainsi que le vainqueur de la Copa Chile (ou le finaliste, ou le 5e du classement) si une équipe est déjà qualifiée par le biais du championnat.

## Les clubs participants
| - Club Deportivo Huachipato - Colo Colo - Club Deportivo O'Higgins - CF Universidad de Chile - Unión Española - Santiago Wanderers - CSD Rangers - Deportes Magallanes - Club de Deportes Antofagasta | - Green Cross-Temuco - Club de Deportes Lota Schwager - Deportes Naval de Talcahuano - Club de Deportes Aviación - Promu de Segunda División - Club Deportes Concepción - Club Deportivo Palestino - Unión San Felipe - Deportes Unión La Calera - Deportes La Serena |

## Compétition
Le barème utilisé pour établir le classement est le suivant :
- Victoire : 2 points
- Match nul : 1 point
- Défaite : 0 point

### Classement
| Rang | Équipe                         | Pts | J  | G  | N  | P  | Bp | Bc | Diff |
| ---- | ------------------------------ | --- | -- | -- | -- | -- | -- | -- | ---- |
| 1    | Club Deportivo Huachipato      | 54  | 34 | 24 | 6  | 4  | 63 | 30 | +33  |
| 2    | Club Deportivo Palestino       | 52  | 34 | 21 | 10 | 3  | 74 | 41 | +33  |
| 3    | Colo Colo C                    | 51  | 34 | 21 | 9  | 4  | 78 | 43 | +35  |
| 4    | Unión Española T               | 46  | 34 | 18 | 10 | 6  | 68 | 42 | +26  |
| 5    | Deportes Magallanes            | 39  | 34 | 16 | 7  | 11 | 61 | 47 | +14  |
| 6    | Club Deportes Concepción       | 36  | 34 | 13 | 10 | 11 | 47 | 45 | +2   |
| 7    | Green Cross-Temuco             | 34  | 34 | 9  | 16 | 9  | 36 | 40 | -4   |
| 8    | Deportes Naval de Talcahuano   | 33  | 34 | 11 | 11 | 12 | 43 | 43 | 0    |
| 9    | Club Deportivo O'Higgins       | 32  | 34 | 11 | 10 | 13 | 44 | 45 | -1   |
| 10   | Club de Deportes Aviación P    | 32  | 34 | 10 | 12 | 12 | 51 | 59 | -8   |
| 11   | Club de Deportes Lota Schwager | 30  | 34 | 8  | 14 | 12 | 49 | 48 | +1   |
| 12   | Club de Deportes Antofagasta   | 30  | 34 | 11 | 8  | 15 | 45 | 64 | -19  |
| 13   | CF Universidad de Chile        | 28  | 34 | 11 | 6  | 17 | 63 | 63 | 0    |
| 14   | Deportes La Serena             | 28  | 34 | 8  | 12 | 14 | 55 | 56 | -1   |
| 15   | Santiago Wanderers             | 28  | 34 | 9  | 10 | 15 | 55 | 61 | -6   |
| 16   | CSD Rangers                    | 25  | 34 | 9  | 7  | 18 | 45 | 72 | -27  |
| 17   | Unión La Calera                | 19  | 34 | 5  | 9  | 20 | 43 | 87 | -44  |
| 18   | Unión San Felipe               | 15  | 34 | 4  | 7  | 23 | 42 | 76 | -34  |

|  | Qualification pour la Copa Libertadores 1975                                     |
|  | Qualification pour la Liguilla pré-Libertadores                                  |
|  | Relégation directe en Segunda División                                           |
|  | T : Tenant du titre C : Vainqueur de la Copa Chile P : Promu de Segunda División |

### Liguilla pré-Libertadores
- Les clubs classés entre la 2e et la 4e place se retrouvent en Liguilla pré-Libertadores, tout comme les Santiago Wanderers, finaliste de la Copa Chile.

| Rang | Équipe                   | Pts | J | G | N | P | Bp | Bc | Diff |  | Résultats (▼ dom., ► ext.) | Col | Uni | Pal | Wan |
| ---- | ------------------------ | --- | - | - | - | - | -- | -- | ---- |  | -------------------------- | --- | --- | --- | --- |
| 1    | Colo Colo                | 4   | 3 | 2 | 0 | 1 | 9  | 4  | +5   |  | Colo Colo                  |     |     | 3-1 | 5-0 |
| 2    | Unión Española           | 4   | 3 | 1 | 2 | 0 | 5  | 3  | +2   |  | Unión Española             | 2-0 |     | 1-1 | 2-2 |
| 3    | Club Deportivo Palestino | 2   | 3 | 0 | 2 | 1 | 4  | 6  | -2   |  | Club Deportivo Palestino   |     |     |     | 1-1 |
| 4    | Santiago Wanderers       | 2   | 3 | 0 | 2 | 1 | 3  | 8  | -5   |  | Santiago Wanderers         |     |     |     |     |

|  | Qualification pour le barrage                     |
|  | T : Tenant du titre P : Promu de Segunda División |

#### Barrage
| 13 février 1975 | Unión Española                     | 2 - 1 | Colo Colo  | Estadio Nacional, Santiago du Chili         |                                             |
|                 | Galindo 14e (csc) · Spedaletti 75e |       | Araneda 8e | Spectateurs : 48 886 Arbitrage : Mario Lira | Spectateurs : 48 886 Arbitrage : Mario Lira |

## Bilan de la saison
| Championnat du Chili de football 1974 |                                       |
| Champion                              | Club Deportivo Huachipato (1er titre) |
| Coupes et trophées                    |                                       |
| Vainqueur de la Coupe du Chili 1974   | Colo Colo                             |
| Qualifications continentales          |                                       |
| Copa Libertadores 1975                | Club Deportivo Huachipato             |
| Copa Libertadores 1975                | Unión Española                        |
| Promotions et relégations             |                                       |
| Promus en Primera División            | CD Santiago Morning                   |
| Promus en Primera División            | CD Everton de Viña del Mar            |
| Relégués en Segunda División          | Unión La Calera                       |
| Relégués en Segunda División          | Unión San Felipe                      |